# پیمونت (آلاباما)
پیدمونت (به انگلیسی: Piedmont) شهری در شهرستان کلهون ایالت آلاباما است که مساحت آن ۲۵٫۵۹ کیلومتر مربع است و در سرشماری سال ۲۰۱۰ میلادی، ۴٬۸۷۸ نفر جمعیت داشته و تراکم جمعیتی آن، ۱۹۰٫۶۲ نفر در هر کیلومتر مربع بوده است.